# Севилья (Гавана)
Отель «Севилья» (исп. Hotel Sevilla) — исторический отель, расположенный в центральной Гаване, столице Кубы.

## История

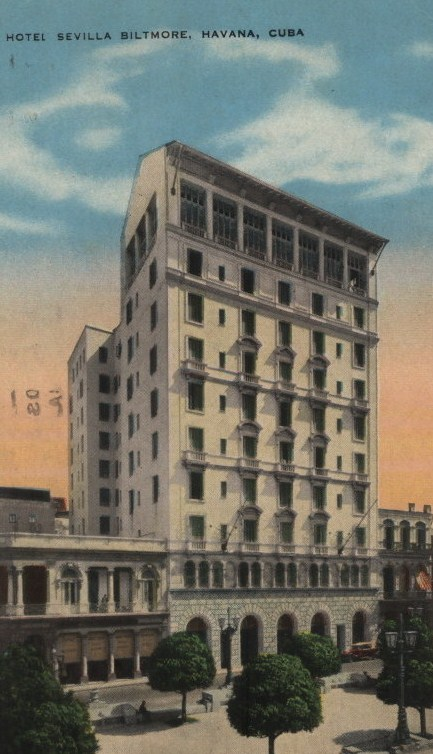
Башенное крыло отеля Sevilla-Biltmore 1924 года, открытка 1931 года.

Отель «Севилья» открылся 22 марта 1908 года. Это было четырёхэтажное здание в неомавританском стиле, спроектированное архитектором Арельяно-и-Мендосаоном, расположенное на улице Трокадеро, рядом с Пасео-дель-Прадо, между Малеконом и Центральным парком Гаваны. Отель «Севилья» был приобретён Джоном Макэнти Боуменом и Чарльзом Фрэнсисом Флинном в 1919 году и переименован в отель Sevilla-Biltmore. В 1924 году Bowman-Biltmore Hotels построила огромное 10-этажное башенное крыло отеля с бальным залом на крыше, спроектированное известными нью-йоркскими архитекторами фирмы Schultze & Weaver.
В 1939 году Sevilla-Biltmore был приобретён итальянско-уругвайским гангстером Амлето Баттисти-и-Лорой. Организованное в отеле казино было тесно связано с мафиозной сетью Гаваны, будучи частично принадлежащим семье Траффиканте из Флориды. Казино было уничтожено 1 января 1959 года после того, как президент Кубы Фульхенсио Батиста покинул страну ночью, когда повстанческая армия Фиделя Кастро приблизилась к Гаване. Амлето Баттисти-и-Лора укрылся в посольстве Уругвая.
Отель появляется в романе Грэма Грина «Наш человек в Гаване» как место, где главный герой был завербован британской разведкой.
Ныне отель принадлежит кубинской государственной Gran Caribe hotel group. Французский гостиничный оператор Accor взял на себя управление им в 1996 году, сначала под своим подразделением Sofitel как Hotel Sofitel Sevilla Havana, а затем под своим другим подразделением Mercure Hotels как Hotel Mercure Sevilla Havane. Accor объявила о планах в 2017 году отремонтировать отель и передать его под свой бутик MGallery. Однако в январе 2019 года Accor перестал управлять отелем.